# Francis Patrick Moran
Francis Patrick Moran (né le 16 décembre 1830 à Leighlinbridge en Irlande et mort le 16 août 1911 à Manly en Australie) est un cardinal irlandais du XIXe siècle et du  début du XXe siècle. Il est le neveu du cardinal Paul Cullen (1866).

## Biographie
Moran est professeur au « collège irlandais » et au « collège écossais » à Rome. Il accompagne son oncle, le cardinal Cullen, au concile Vatican I de 1869-1870. Moran est nommé évêque titulaire d'Olba (de) et coadjuteur d'Ossory en Irlande en 1871 et est consacré le 5 mars 1872 par Paul Cullen avec comme co-consécrateurs James Walshe (en) et Thomas Furlong (en). Il devient évêque d'Ossory le 11 août de la même année.
En 1884, le pape Léon XIII l'envoie en Australie et il devient archevêque de Sydney.
Le pape Léon XIII le nomme cardinal lors du consistoire du 27 juillet 1885. Le cardinal Moran arrive trop tard à Rome pour participer au conclave de 1903 lors duquel Pie X est élu.

## Succession apostolique
Francis Patrick Moran a ordonné les évêques suivants :
- Archevêque William Joseph Walsh (en) (1885)
- Évêque Elphège Gravel (1885)
- Archevêque Francesco Sogaro, F.S.C.I. (1885)
- Évêque Matthew Gibney (en) (1887)
- Évêque John Dunne (en) (1887)
- Évêque Jeremiah Doyle (en) (1887)
- Évêque John Hutchinson (en), O.S.A. (1887)
- Archevêque John O'Reily (en) (1888)
- Évêque John Gallagher (1895)
- Évêque Michael Verdon (en) (1896)
- Évêque Patrick Vincent Dwyer (en) (1897)
- Évêque John Dunne (en) (1901)
- Évêque Patrick Joseph O'Connor (en) (1903)
- Évêque Armand Olier, S.M. (1904)
- Évêque John Joseph Carroll (en) (1910)
- Archevêque Patrick Clune (en), C.SS.R. (1911)